# کارلتن (مونتانا)
کارلتن (به انگلیسی: Carlton) شهری در ایالت مونتانا کشور ایالات متحده آمریکا است که جمعیت آن در سرشماری سال ۲۰۱۰ میلادی، ۶۹۴ نفر بوده‌است.